# 錦江町物産館 にしきの里
錦江町物産館 にしきの里（きんこうちょうぶっさんかん にしきのさと）は、鹿児島県肝属郡錦江町神川の国道269号東側沿いにある物産館であり、道の駅としては錦江にしきの里の名称で登録されている。
錦江町内外約260人（2014年1月現在）が生産した野菜や果物、生花を中心に販売している。

## 概要
2006年4月14日にオープンし、2013年10月11日に道の駅として認定された。2014年1月現在は1日約500人が来客する。「にしきの里」の名称は、2005年夏に地域づくりインターンで錦江町を訪れていた東京都在住の大学生により命名された。
2006年3月に設立された「にしきの里出荷者協議会」が運営主体となっている。2012年3月5日に入館者数100万人を突破。2011年の売上高は約1億6,000万円であった。

### 前身
にしきの里の前身は、2003年2月に神川振興会が設立した「神川新鮮野菜市」である。余剰産品や規格外となった野菜を中心に販売し、価格の安さと新鮮さで好評となった。8平方メートルの店舗に13人の会員でスタートし、2年後の2005年2月には大根占町・田代町（いずれも現在の錦江町）・根占町（現在の南大隅町）3町・65人の会員で構成するまでになった。
神川振興会は2004年に大根占町議会に「神川地区公民館の隣接地へ物産館建設を求める」陳情を行い、これが採択された。物産館はこうした経緯を経て2006年4月にオープンし、同年6月に神川新鮮野菜市は「にしきの里出荷者協議会」へと発展的に解散した。

## 施設
物産館は鉄骨平屋建で建設された。建物面積は約300平方メートル。2013年11月現在の営業時間は8時30分から18時までである。
- 駐車場：22台
- トイレ
- 野外休憩施設
- 産地直送売り場

## 休館日
- 12月31日から1月3日まで[1]

## アクセス
- 国道269号 - 登録路線
  - 鹿児島県道561号神之川内之浦線